# Parafia św. Kazimierza Królewicza w Radzięcinie
Parafia św. Kazimierza Królewicza w Radzięcinie – parafia należąca do dekanatu Biłgoraj - Północ diecezji zamojsko-lubaczowskiej. Została utworzona w 1718 roku. Prowadzą ją księża diecezjalni.

## Zasięg parafii
Do parafii należą wierni z następujących miejscowości:

- Abramów
- Albinów Duży
- Albinów Mały
- Hosznia Abramowska
- Jędrzejówka
- Komodzianka
- Majdan Abramowski
- Radzięcin
- Smoryń
- Średniówka
- Teodorówka
- Wola Radzięcka
- Wólka Abramowska